# Anoplophora graafi
Anoplophora graafi es una especie de escarabajo longicornio del género Anoplophora, subfamilia Lamiinae. Fue descrita científicamente por Ritsema en 1880.
Se distribuye por Indonesia y Malasia. Mide 32-55 milímetros de longitud. El período de vuelo de esta especie ocurre únicamente en el mes de enero.

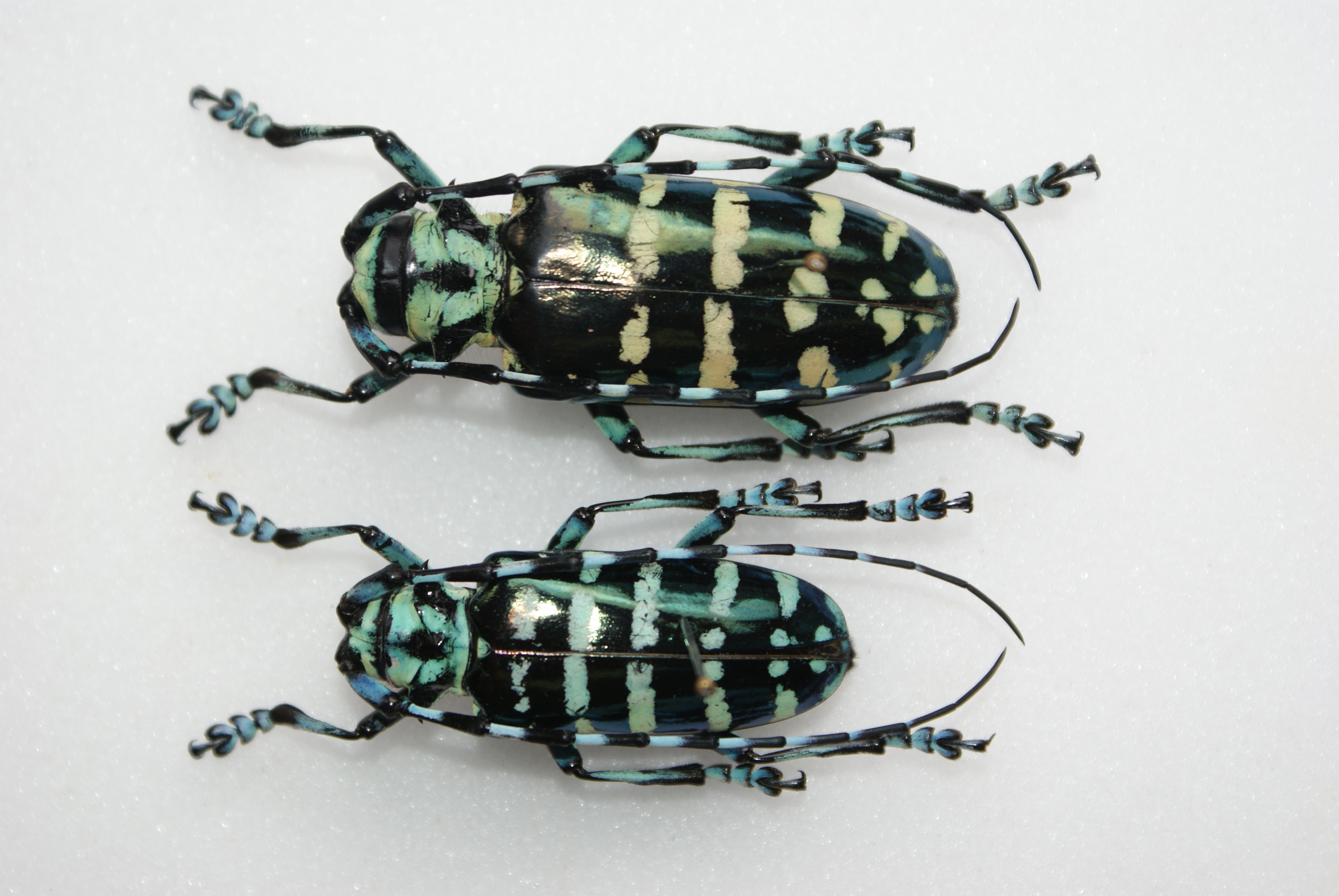
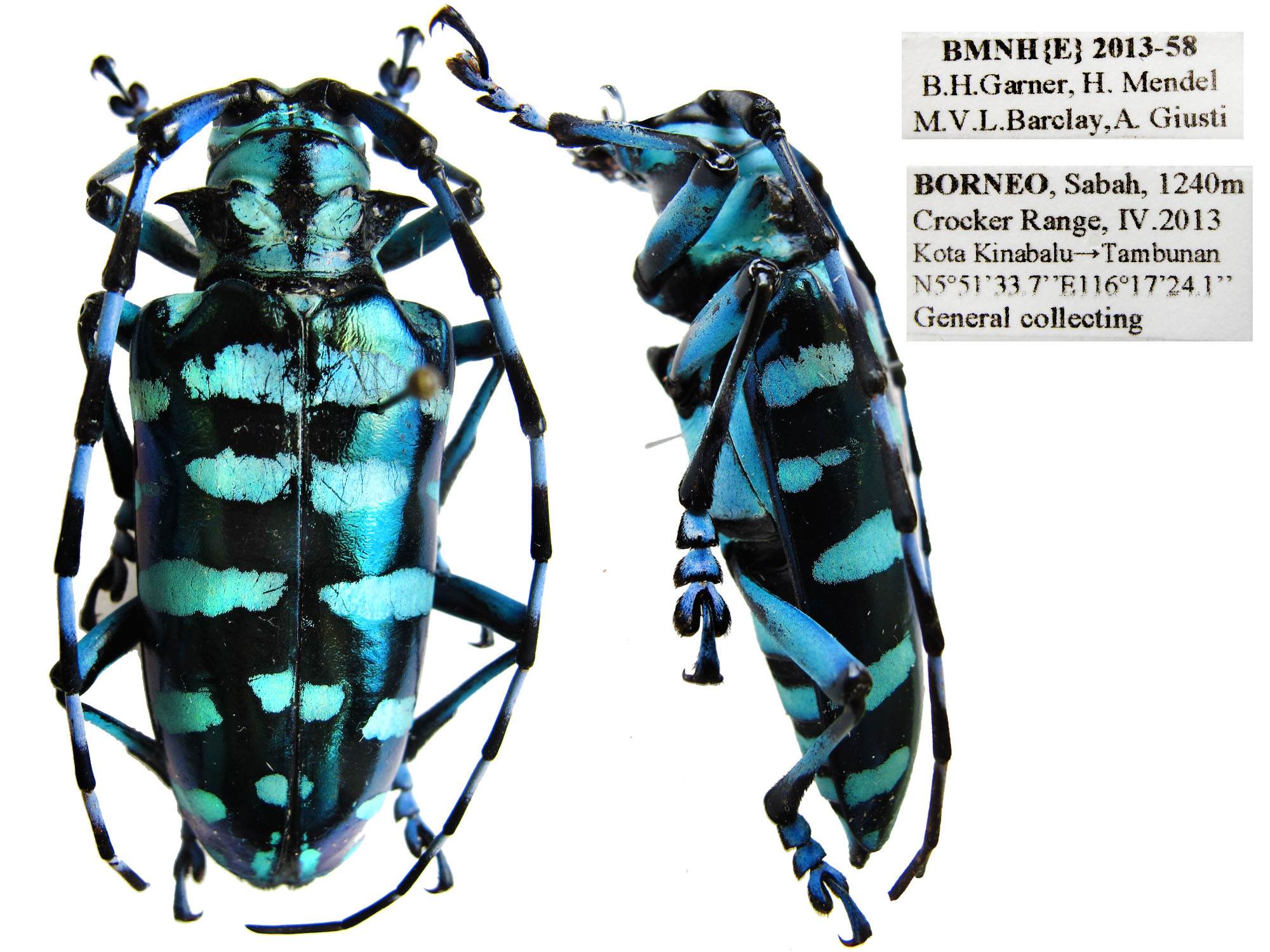
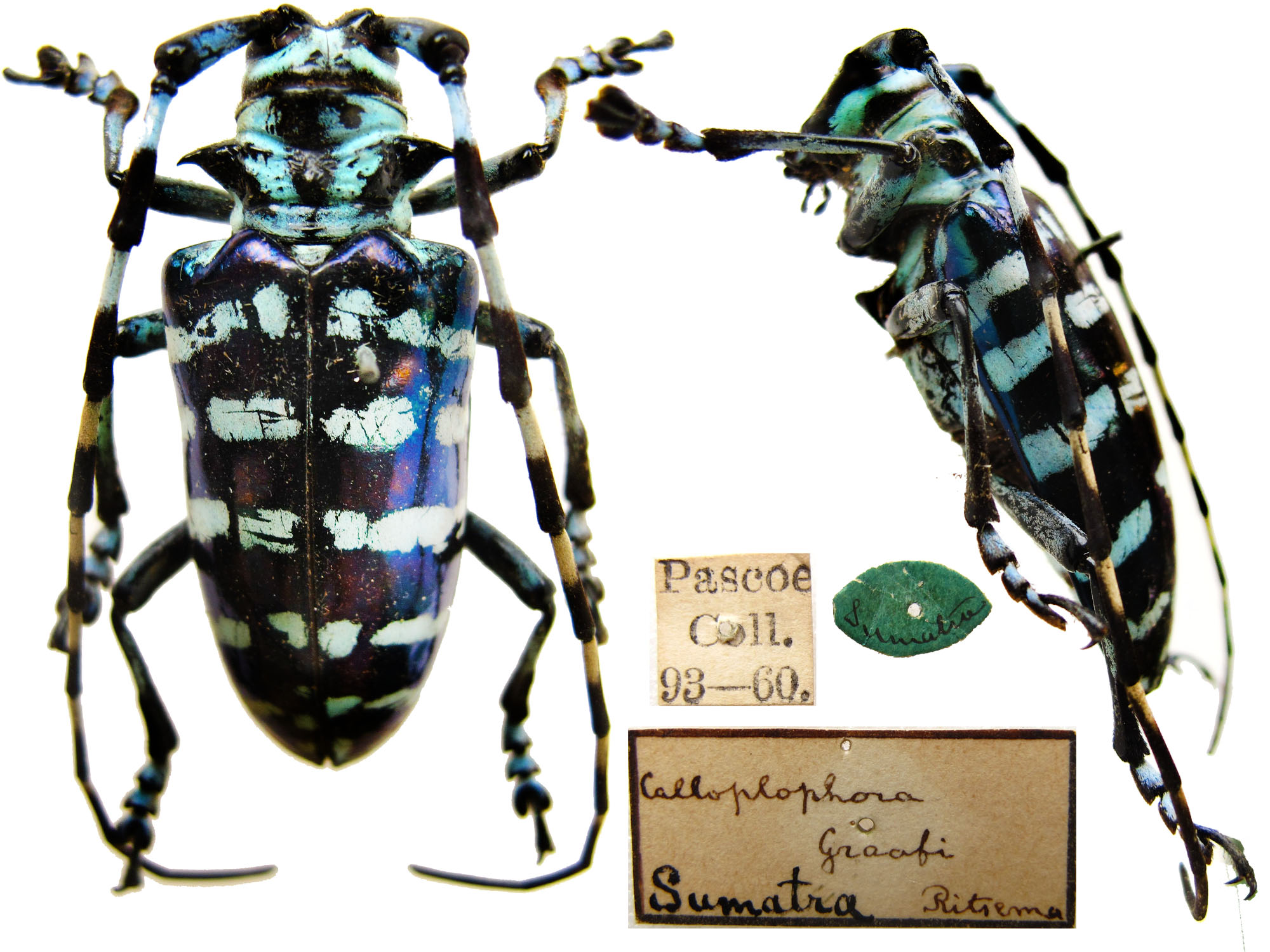